# اولگ آتکوف
اولگ آتکوف (به انگلیسی: Oleg Atkov) فضانورد اهل اتحاد شوروی است که در ۵ مهٔ ۱۹۴۹ میلادی در خوروستیانکا زاده شد. وی در مأموریت سایوز تی-۱۰، سایوز تی-۱۱ حضور داشته‌است.